# Grande Operazione

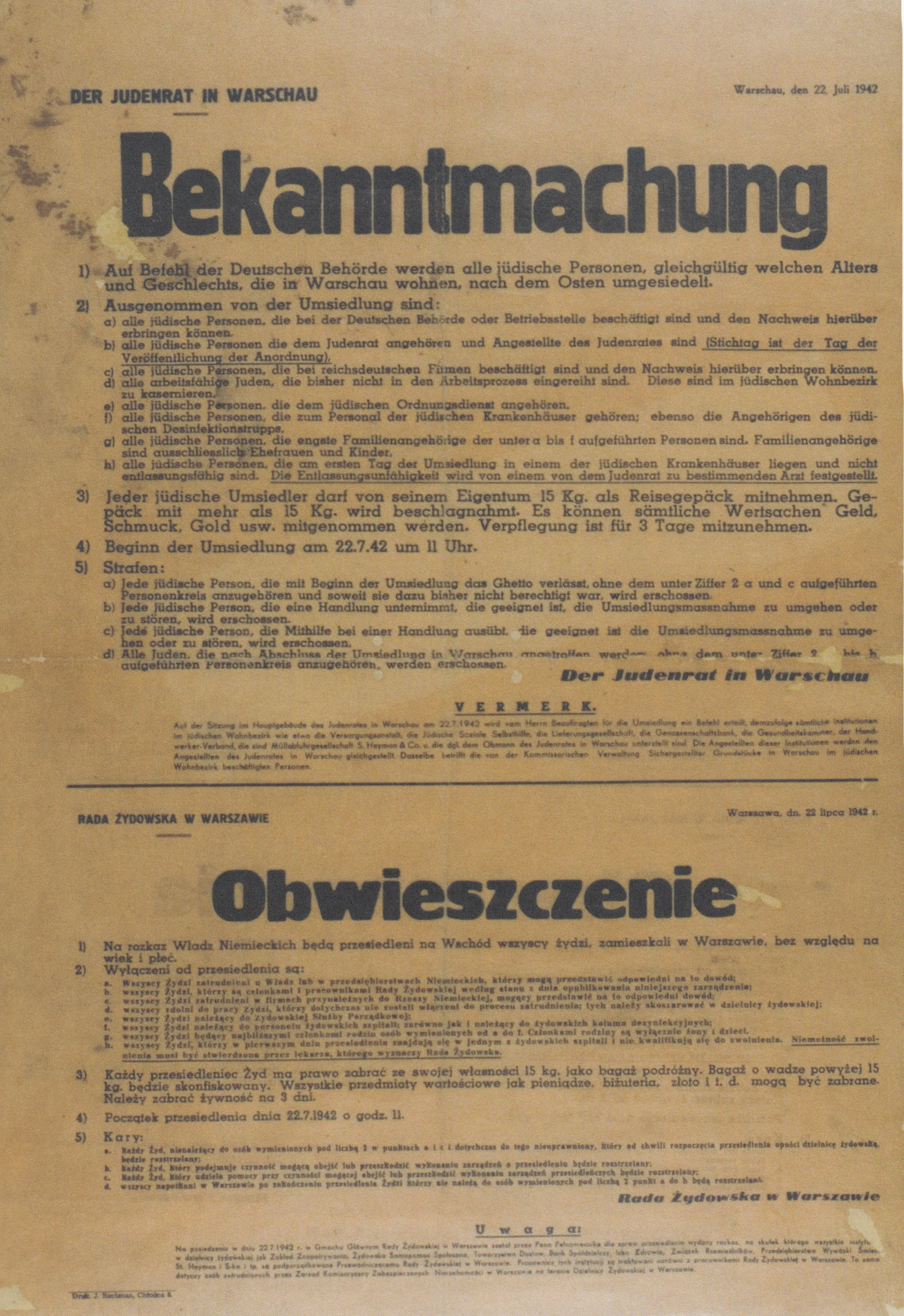
La comunicazione del Consiglio ebraico di Varsavia fu emessa su ordine dei tedeschi il 22 luglio 1942, dando inizio alla Grande Operazione della liquidazione del ghetto di Varsavia.

La Grande Operazione (in polacco: Wielka Akcja, in tedesco: Grossaktion Warschau) fu una manovra per la liquidazione del ghetto di Varsavia legata agli stermini di massa degli abitanti del quartiere. L’operazione si svolse dal 22 luglio fino al 21 settembre del 1942 e fu parte dell'operazione Reinhardt.

## Descrizione
Il 22 luglio 1942 alle ore 10:00 il capo dello stato maggiore della "Reinhardt" SS-Sturmbannführer, cioè Hermann Höfle, informò il presidente del Consiglio Ebraico (lo Judenrat), Adam Czerniaków, dell’inizio del reinsediamento verso est.
La Jüdischer Ordnungsdienst (in polacco: Żydowskia Służba Porządkowa, cioè una forza di polizia interamente ebrea, reclutata dai Nazisti per mantenere ordine all'interno dei ghetti; nota anche come OD) ha partecipato attivamente al proseguimento di questa operazione. In conseguenza delle loro azioni, gli ebrei furono radunati alla Umschlagplatz, dalla quale furono spostati con treni merci al campo di sterminio di Treblinka.
Quando nell’agosto del 1942 i primi rifugiati di Treblinka arrivarono a Varsavia, divenne chiaro che le deportazioni non mirarono al reinsediamento, ma allo sterminio.
La fase finale dell'operazione si è svolta dal 6 all'11 settembre dello stesso anno. Durante quel periodo, tra le strade (in polacco: ulica, abbrev. ul.): ul. Smocza, ul. Gęsia, ul. Zamenhofa, ul. Szczęśliwa e Plac Parysowski, furono radunati circa 100.000 abitanti del ghetto (situazione comunemente chiamata come kocioł na Miłej o kocioł na Niskiej).
Fu fatta una selezione, durante la quale 32.000 persone ricevettero dei “numeri di vita” i quali gli permisero di continuar a vivere all’interno del ghetto, mentre 2,6 mila persone furono fucilate e altre 54.000 furono trasportate a Treblinka.
L'ultimo giorno della Grande Operazione fu il 21 settembre - un giorno festivo (Yom Kippur - "Giorno dell'espiazione"). In quel giorno il numero di persone appartenenti alla Jüdischer Ordnungsdienst fu ridotto da 2.400 a 380; molti poliziotti e le loro famiglie furono radunati alla Umschlagplatz e furono deportati.

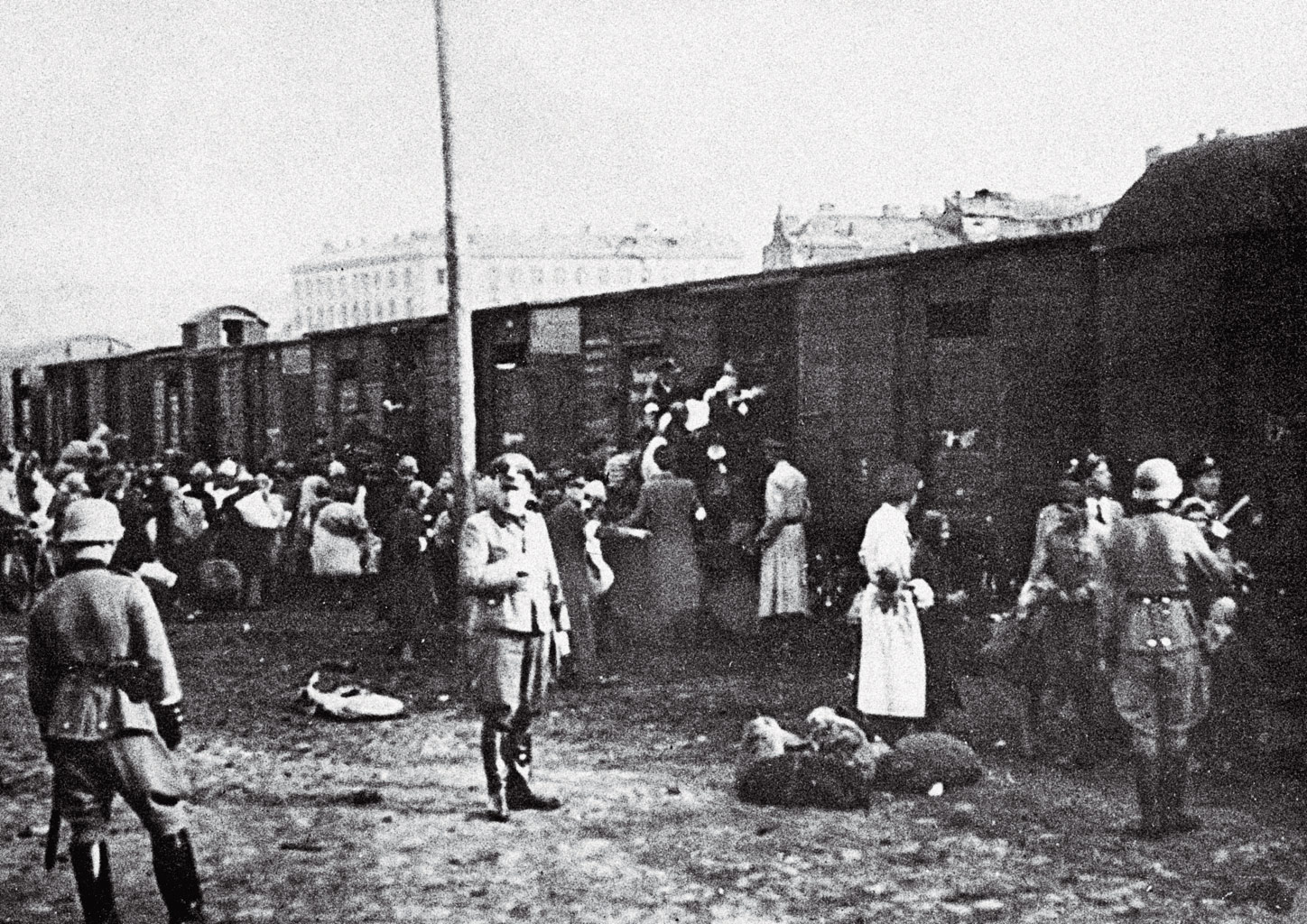
Ebrei caricati sui treni alla Umschlagplatz.

In totale, durante la Grande Operazione, circa 265.000 ebrei furono deportati. Circa 10.000 furono uccisi sul posto. In conseguenza, nel ghetto residuo rimasero circa 70.000 persone (legalmente o illegalmente). Circa il 75% degli abitanti del ghetto fu trasportato a Treblinka, mentre la superficie del ghetto fu limitata alle aree occupate dal negozio di Tobbens vicino a ul. Pańska e dagli impianti di produzione (i cosiddetti szopy - a volte anche scritto come: shopy, schopy; una parola presa in prestito dalla lingua polacca-americana degli ebrei, proveniente dalla parola "shop" (in inglese negozio)) localizzati nella parte settentrionale del distretto.